# Furcraea cabuya
Furcraea cabuya là một loài thực vật có hoa trong họ Măng tây. Loài này được William Trelease mô tả khoa học đầu tiên năm 1910.
Phân bố: Các khu rừng ẩm nhiệt đới thuộc đông nam Mexico, Costa Rica, Honduras, Nicaragua, Panama và Venezuela.

## Các thứ
- Furcraea cabuya var. cabuya: Yucatan, Honduras, Nicaragua, Costa Rica, Panama
- Furcraea cabuya var. integra: Costa Rica, Panama.